# Asplenium chathamense
Asplenium chathamense är en svartbräkenväxtart som beskrevs av Patrick J. Brownsey. Asplenium chathamense ingår i släktet Asplenium och familjen Aspleniaceae. Inga underarter finns listade.